# Hành con
Hành con là một cây non và nhỏ, được sinh sản sinh dưỡng từ các chồi nách lá trên thân cây bố mẹ hoặc thay cho hoa hoặc cụm hoa. Những cây non này là bản sao của cây mẹ đã tạo ra chúng, chúng có vật liệu di truyền giống hệt nhau. Sự hình thành của hành con là một hình thức sinh sản vô tính, vì cuối cùng chúng có thể tiếp tục hình thành những cây độc lập mới.
Mặc dù một số loại hành con đáp ứng được các tiêu chí thực vật để được coi là một thân hành thực sự, nhưng có nhiều dạng hình thái khác nhau của hành con nên một số loại không hành con được coi là thân hành. Đây chính là lý do để phân biệt giữa thân hành và hành con. Ví dụ, một số nhóm thực vật thân hành, như hành tỏi và loa kèn, tạo ra hành con ở dạng thân hành nhỏ thứ cấp. Các hành con của hành tỏi và loa kèn đáp ứng các tiêu chí thực vật để được coi là thân hành thực sự. Tất cả các hành con do các thực vật thân hành tạo ra đều được coi là thân hành, nhưng không phải tất cả các loại hành con đều được coi là thân hành. Ví dụ, các nhóm thực vật không thân hành khác, như các chi khác nhau trong phân họ Agavoideae, được biết đến là tạo ra các loại hành con nhưng không đáp ứng được các tiêu chí thực vật để được coi là thân hành.

## Hành con ở Agavoideae
Ở phân họ Agavoideae, hành con phát triển trên các cụm hoa của một cây đang nở hoa. Sự phát triển của hành con trong nhóm này là phổ biến ở khoảng 17 loài Agave, tất cả các loài Furcraea, và đã được ghi nhận phần nào ở Yucca (đặc biệt là Yucca elata) và Hesperaloe. Hành con có thể phát triển khá nhanh, nhiều loài thực hiện cơ chế như vậy ngay sau khi hoa tàn, và có thể tồn tại trên cụm hoa trong khoảng một đến hai năm trước khi rơi xuống để mọc rễ trong đất. Ngay khi còn trên cây mẹ, nhiều loài phát triển rễ chùm và có thể phát triển đến kích cỡ từ 5 đến 15 cm, nếu bỏ mặc cho nó tự trưởng thành.